# Pel-et-Der
Pel-et-Der és un municipi francès situat al departament de l'Aube i a la regió del Gran Est. L'any 2007 tenia 149 habitants.

## Demografia

### Població
El 2007 la població de fet de Pel-et-Der era de 149 persones. Hi havia 60 famílies de les quals 12 eren unipersonals (12 homes vivint sols), 24 parelles sense fills i 24 parelles amb fills.
La població ha evolucionat segons el següent gràfic:
Habitants censats

### Habitatges
El 2007 hi havia 75 habitatges, 60 eren l'habitatge principal de la família, 7 eren segones residències i 8 estaven desocupats. 74 eren cases i 1 era un apartament. Dels 60 habitatges principals, 51 estaven ocupats pels seus propietaris, 7 estaven llogats i ocupats pels llogaters i 2 estaven cedits a títol gratuït; 3 tenien dues cambres, 3 en tenien tres, 8 en tenien quatre i 46 en tenien cinc o més. 53 habitatges disposaven pel capbaix d'una plaça de pàrquing. A 32 habitatges hi havia un automòbil i a 27 n'hi havia dos o més.

### Piràmide de població
La piràmide de població per edats i sexe el 2009 era:
| Homes | Edats   | Dones |
| ----- | ------- | ----- |
| 0     | 95 o +  | 0     |
| 4     | 90 a 94 | 0     |
| 0     | 85 a 89 | 0     |
| 0     | 80 a 84 | 0     |
| 0     | 75 a 79 | 4     |
| 8     | 70 a 74 | 4     |
| 4     | 65 a 69 | 0     |
| 4     | 60 a 64 | 0     |
| 0     | 55 a 59 | 4     |
| 8     | 50 a 54 | 4     |
| 4     | 45 a 49 | 4     |
| 8     | 40 a 44 | 12    |
| 4     | 35 a 39 | 4     |
| 8     | 30 a 34 | 0     |
| 0     | 25 a 29 | 0     |
| 4     | 20 a 24 | 8     |
| 8     | 15 a 19 | 8     |
| 4     | 10 a 14 | 0     |
| 4     | 5 a 9   | 12    |
| 4     | 0 a 4   | 0     |

## Economia
El 2007 la població en edat de treballar era de 90 persones, 74 eren actives i 16 eren inactives. De les 74 persones actives 71 estaven ocupades (36 homes i 35 dones) i 3 estaven aturades (1 home i 2 dones). De les 16 persones inactives 8 estaven jubilades, 3 estaven estudiant i 5 estaven classificades com a «altres inactius».

### Ingressos
El 2009 a Pel-et-Der hi havia 62 unitats fiscals que integraven 151 persones, la mediana anual d'ingressos fiscals per persona era de 19.434 €.

### Activitats econòmiques
Dels 4 establiments que hi havia el 2007, 3 eren d'empreses de construcció i 1 d'una empresa de serveis.
Els 2 serveis als particulars que hi havia el 2009 eren paletes.
L'any 2000 a Pel-et-Der hi havia 7 explotacions agrícoles que ocupaven un total de 1.008 hectàrees.

## Equipaments sanitaris i escolars
El 2009 hi havia una escola elemental integrada dins d'un grup escolar amb les comunes properes formant una escola dispersa.

## Poblacions més properes
El següent diagrama mostra les poblacions més properes.